# Andreas Wilson
Andreas Wilson (* 7. März 1981 in Stockholm) ist ein schwedischer Schauspieler. Seit Beginn der 2000er-Jahre hat er in mehr als einem Dutzend Film- und Fernsehproduktionen mitgewirkt. Internationale Bekanntheit brachte ihm seine preisgekrönte Hauptrolle in dem Spielfilm Evil (2003) ein.

## Leben
Andreas Wilson wurde 1981 in der schwedischen Hauptstadt Stockholm geboren und wuchs in Täby auf. Er besuchte das dortige Tibble-Gymnasium, wo er in Schauspielerei und Gesang unterrichtet wurde. Wilson begann seine Schauspielkarriere am Theater. Er stand schon in seiner Schulzeit in Inszenierungen am Königlichen Dramatischen Theater von Stockholm auf der Bühne und wirkte in Musicals wie Grease, West Side Story oder Lars Noréns Details als Hauptdarsteller mit.
Im Jahre 2003 feierte der 1,70 Meter große Schauspieler mit zweiundzwanzig Jahren sein Filmdebüt unter der Regie Mikael Håfströms. In dem Drama Evil, basierend auf der Autobiografie des Schriftstellers Jan Guillou, spielt Wilson den 16-jährigen Erik, der Mitte der 1950er-Jahre versucht, die häusliche Deeskalation mit physischer Gewalt an seinen Mitschülern zu kompensieren. Als Erik nach einer Prügelei der Schule verwiesen wird, sieht sich der junge Rebell dazu gezwungen, sein Abitur auf einem Elite-Internat in der schwedischen Provinz nachzuholen, wo er sich des Sadismus seiner älteren Mitschüler erwehren muss. Evil avancierte mit allein über einer Million Kinozuschauern in Schweden zu einem der größten kommerziellen Erfolge des skandinavischen Kinos der letzten Jahrzehnte. Der Film, der von Kritikern als „Geschichte von Freundschaft, Rebellion und Mut“ verstanden wurde, erhielt im Jahr 2003 (offizielle Zählung 2004) eine Nominierung für den Oscar als bester fremdsprachiger Film sowie den schwedischen Filmpreis Guldbagge und den dänischen Robert. Ebenfalls im Fokus der Fachkritik stand Hauptdarsteller Andreas Wilson, dessen schauspielerische Leistung Vergleiche der internationalen Presse mit James Dean und dem jungen Marlon Brando nach sich zogen. Für sein Porträt des Erik erhielt Wilson 2004 ebenfalls eine Nominierung für den Filmpreis Guldbagge als Bester Hauptdarsteller und den Darstellerpreis auf dem Internationalen Filmfestival Shanghai. Mit weiteren europäischen Nachwuchsdarstellern wurde er von der European Film Promotion als Shooting Star des Jahres 2004 geehrt.
Nach Evil erhielt Andreas Wilson zwei Jahre später die Hauptrolle in dem Science-Fiction-Thriller Animal, mit dem er an den vorangegangenen Filmerfolg nicht anknüpfen konnte. In der europäischen Koproduktion, in englischer Sprache von der Regisseurin und Drehbuchautorin Roselyne Bosch inszeniert, mimt Wilson einen jungen Wissenschaftler, dessen Forschungen auf dem Gebiet der menschlichen Aggressionen in ein Desaster münden. Ebenfalls im Jahr 2005 folgte die Hauptrolle in dem schwedischen Thriller Im Zeichen des Mörders, in dem mysteriöse und brutale Morde die Stadt Stockholm heimsuchen, sowie 2006 Nebenrollen in Rafael Edholms Action-Komödie Babas bilar und Björne Larsons Kill Your Darlings. In den folgenden Jahren bekleidete Wilson weitere Hauptrollen im skandinavischen sowie internationalen Kino, konnte aber an sein erfolgreiches Spielfilmdebüt nicht anknüpfen.
Außerhalb von der Theaterbühne und der Filmleinwand auf sich aufmerksam machte der Schauspieler als Model für das US-amerikanische Modelabel Abercrombie & Fitch. Wilson belegte 2003 in einer Umfrage der schwedischen Zeitschrift Elle hinter dem Hip-Hop-Musiker Amir Chamdin Platz zwei der 33 erotischsten Männer Schwedens.

## Filmografie
- 2003: Evil (Ondskan)
- 2005: Animal
- 2005: Im Zeichen des Mörders (Den utvalde)
- 2006: Babas bilar
- 2006: Kill Your Darlings
- 2007: Colorado Avenue
- 2010: Pax
- 2010: Sebastians Verden
- 2010: Kennedys Hirn
- 2010: Bicycle Bride
- 2011: The Italian Key
- 2011: War of the Dead
- 2012: Real Humans – Echte Menschen (Äkta människor) (Fernsehserie)

## Auszeichnungen
- Guldbagge: 2004: Nominiert als Bester Hauptdarsteller für Evil
- Internationales Filmfestival Shanghai: 2004: Bester Darsteller für Evil
- Internationale Filmfestspiele Berlin: 2004: Schwedischer Shooting Star